# Musik aus Studio B
Musik aus Studio B war eine 45-minütige Show für deutsche Schlager des NDR im Ersten Fernsehprogramm. Die Sendereihe ist vorrangig mit den Namen Chris Howland, Moderation, und Sigmar Börner, Redaktion und Regie, verbunden und lief von 1961 bis 1976, gewöhnlich wochentags um 21:00 Uhr.
Ab 1980 gab es eine gleichnamige Hörfunksendung auf NDR 2, initiiert vom innovativen Unterhaltungschef Henri Regnier. In 69 Folgen bis August 1983 präsentierte das Team Howland/Börner Erinnerungen, Musikaufnahmen aus den Fernsehsendungen, die nie auf Platte erschienen waren, internationale Stars, Neuaufnahmen und fast immer einen Studiogast.

## Chris Howland
Chris Howland machte Radiosendungen in Deutschland und Fernsehen für Granada Television in England. So ergab es sich, dass er am 5. Mai 1961 eine von insgesamt vier Vorentscheidungen der Deutschen Schlager-Festspiele 1961 für den NDR präsentierte. Diese Festspiele fanden in Baden-Baden statt, wobei die einzelnen Rundfunkanstalten Sänger entsandten, die mit einer Vorausscheidung ermittelt wurden. Die Präsentation kam so gut an, dass man Howland dann für eine neue Sendereihe auswählte, mit welcher der deutsche Schlager ins Fernsehen kommen sollte. Seine Hauptbeschäftigung für die folgenden neun Jahre wurde damit Musik aus Studio B.

## Sigmar Börner
Sigmar Börner hatte seine Fernsehkarriere 1958 beim Sender Freies Berlin begonnen. Er wechselte 1961 zum NDR nach Hamburg und begann im selben Jahr mit Musik aus Studio B, für das er als Regisseur und Redakteur zwei bis drei Folgen produzieren sollte. Die große Popularität beim Publikum ließ neun Jahre daraus werden.

## Namensgebung
Den Beteiligten fiel kein markanter Titel für die Sendung ein, so dass Chris Howland fragte, wo die Sendung denn stattfinde und daraufhin vorschlug, Studio B als Programmtitel zu wählen. Da man dem Titel aber entnehmen sollte, worum es in der Sendung ging, einigte man sich schließlich auf Musik aus Studio B. Die erste offiziell unter diesem Titel ausgestrahlte Folge lief dann am 22. Oktober 1961 über die Sender des Deutschen Fernsehens. Zuvor hatte der Norddeutsche Rundfunk, am 5. Mai 1961 im selben Studio eine von vier Fernseh-Vorentscheidungen für die im gleichen Jahr erstmals stattfindenden Deutschen Schlager-Festspiele 1961 in Baden-Baden produziert.

## Konzept
Da der deutsche Schlager im Radio zunehmend an Bedeutung gewann, befürchtete man beim Fernsehen, den Anschluss zu verlieren. Daraufhin wollten Alexis Neve und Harald Vock, die Leiter der Unterhaltung im NDR-Fernsehen, den Discjockey, wie er vom Radio bekannt war, ins Fernsehen bringen. Die Rezeptur der Zusammenstellung und die Gestaltung der Sendung übergab man Sigmar Börner. Neu an der Sendereihe war die enge Zusammenarbeit mit der privaten Schallplattenindustrie, was im Hinblick auf die Unabhängigkeit der öffentlich-rechtlichen Sender als problematisch empfunden wurde, schließlich aber problemlos funktionierte.
Die Sendung lief live oder als Aufzeichnung und begann mit der Titelmelodie Melody Fair von Robert Farnon. Die auftretenden Interpreten sangen Playback, und zwar fast ausschließlich deutsch. Ausnahmen waren Sonny and Cher, The Lords, The Supremes, The Bee Gees, Golden Gate Quartett und Nancy Sinatra. Alle Interpreten trafen sich im Studio B.
Viele Künstler hatten dort ihre ersten Fernsehauftritte. Teilweise ließ sie Börner im Duett singen und erst danach wurden in dieser Kopplung erfolgreiche Schallplatten produziert, etwa bei Esther Ofarim und Abi Ofarim sowie bei Gitte Haenning und Rex Gildo.
Es gab das erste singende Hamburger Fernsehballett in der Choreographie von Anni Peterka, für das Hans Blum bekannte Hits neu arrangierte oder auch eigens dafür neue Musiktitel produzierte. Die Überleitungen brachte Howland in seiner unverwechselbaren Art und mit seiner markanten Stimme. Reiz der Sendung war auch die wohldosierte Mischung aus Improvisation und minutiöser Vorbereitung.
Musik aus Studio B war zunächst eine Sendung ohne Publikum. Die ersten Ausgaben kamen aus dem namensgebenden Studio B des NDR-Fernsehzentrums in Hamburg-Lokstedt. Dann ging man in ein Studio nach Hamburg-Wandsbek. Zur 32. Sendung, die live von der Funkausstellung 1965 vom Messegelände Killesberg in Stuttgart übertragen wurde, fand Musik aus Studio B erstmals als große Fernsehshow vor Publikum statt. Diese Variante behielt man bei: Musik aus Studio B wurde fortan, bis zum Februar 1974, im Großen Sendesaal des NDR-Funkhauses in Hannover produziert. Bis zur endgültigen Einstellung der Sendereihe im Jahr 1976 wurde Musik aus Studio B wieder als reine vorab aufgezeichnete Studioproduktion ohne Publikum aus den Studios des NDR-Fernsehzentrums in Hamburg-Lokstedt gesendet. Die 97. und zugleich letzte Ausgabe wurde am 20. September 1976 im Programm der ARD gezeigt.

## Das Ausscheiden von Chris Howland

NDR-Sendeband

Je beliebter die Serie wurde (sie war in den Bewertungen von Infratest meist an Position 1 und in den 60er Jahren die populärste bundesdeutsche Schlagershow), desto größer wurden die Differenzen. Die Spannungen zwischen dem Redakteur und Regisseur Sigmar Börner und Howland auf der einen Seite und Vock mit den ihm nahestehenden Mitarbeitern auf der anderen Seite erreichten 1968 ihren Höhepunkt. Howland sah schließlich keine Möglichkeit mehr, auf lange Sicht eine fröhliche Sendung zu machen, und ließ seinen Vertrag auslaufen. Auch Unverständnis in der Presse und massive Publikumsproteste stimmten den Hauptabteilungsleiter nicht um. Howlands letzte Sendung lief mit der 59. Folge nach fast kompletten neun Jahren am 26. August 1969 über die Bildschirme.
Harald Vock, der damalige Leiter der NDR-Fernsehunterhaltung, veranlasste das Löschen sämtlicher Aufzeichnungen und damit eines Stücks Fernsehgeschichte. Übrig blieb nur die 50. Sendung vom 22. Januar 1968, die seiner Weisung folgend nicht wie üblich als Show, sondern als atypische Klamauk-Sendung besetzt werden musste. Außerdem strich er kurz vor Sendungsbeginn den aufklärenden Gag. Von den übrigen Ausgaben sind nur ganz wenige Ausschnitte erhalten, die für andere Sendungen kopiert wurden. Einige Original-38-cm/s-Musikbänder (von 1965/1966) lagern heute im Medienarchiv Bielefeld. Einige private Tonbandmitschnitte stellte Sigmar Börner dem WDR zur Verfügung (Quelle: „WDR 4 Schallplattenbar“ vom 11. August 2013, wo einige Aufnahmen gesendet wurden).

## Neubeginn
Die hohe Popularität der Fernsehreihe zwang jedoch die Verantwortlichen, die Sendung bereits am 2. September 1969 mit der 60. Folge von der Internationalen Funkausstellung (IFA) in Stuttgart fortzusetzen, zunächst mit Peter Fröhlich als Moderator. Nach fünf Folgen gab es jedoch die Trennung von ihm und dem bisherigen Macher von Studio B, Sigmar Börner. Jetzt bot der NDR Henning Venske die Sendung an, der sie erstmals am 18. Oktober 1971 präsentierte. Nachdem er in einem Interview mit dem ZDF gesagt hatte, es sei eine Sendung für Blöde, endete seine Zeit nach drei Jahren mit der 86. Ausgabe vom 23. Dezember 1974.
Fortan kam es zu einer wechselnden Moderation, unter anderem von Lisa Fitz, der Französin France Brifaut, Hanni Vanhaiden und Katja Ebstein. Bis zur allerletzten Sendung am 20. September 1976 waren allerdings die Einschaltquoten Jahr für Jahr gesunken, weshalb die Sendereihe danach, von der breiten Öffentlichkeit fast unbemerkt, eingestellt wurde.
Als Nachfolgesendung ging am 15. November 1976 MOT (Music On Top) an den Start, die allerdings nach insgesamt elf Sendungen bereits wieder eingestellt wurde, weil der ARD damals die nur noch acht Millionen Schlagerfreunde zu wenig waren.

## Liste der ARD-Ausstrahlungen
| Sendedatum                             | Folge            | Präsentatoren   | Gäste |
| 22.10.1961                             | 01               | Chris Howland   | Cindy Ellis, Britt Hagen, Gissy Jung, Ulla Rafael, Peter Beil, Ralf Bendix, Jack Finey, Fud Leclerc, Fred Oldörp, Blue Diamonds, Old Merry Tale Jazzband |
| 27.11.1961                             | 02               | Chris Howland   | |
| 03.01.1962                             | 03               | Chris Howland   | Pat Andersen, Yvonne Carré, Angèle Durand, Bibi Johns, Dany Mann, Mary Roos, Udo Jürgens, René Kollo, Rolf Peer, Peter Stainbank, Die Floridas |
| 19.02.1962                             | 04               | Chris Howland   | Vivi Bach, Belinda, Geschwister Duval, Bobby Franco, Akki Hamann, Lonny Kellner, Ulla Nielsen, Billy Sanders, Illo Schieder, Jack van Doorn, Klaus und Wolfram |
| 02.04.1962                             | 05               | Chris Howland   | |
| 27.06.1962                             | 06               | Chris Howland   | Lale Andersen, Angèle Durand, Friedel Hensch, Monika Grimm, Carmela Corren, Jean Thomé, Rene Kollo, Lou van Burg |
| 27.07.1962                             | 07               | Chris Howland   | Dorit Oliver, Pirko Manola, Wyn Hoop - Küsse im Mondschein / Lys Assia - Der Stern von Syrakus / Rosita Serrano - Armer Clochard / Ralf Bendix - Mama, hol den Hammer / Duo Schönborn-Ackermann - Ach Vaterherz, komm trink nicht mehr / Peter Steffen - Wie im September / Chris Howland - Kleines Mädchen aus Berlin / Eggy Ley - Ja Ja, der Sonnenschein / ?? - Ohne Liebe, ohne dich |
| 24.08.1962                             | 08               | Chris Howland   | Peter Beil, Rex Gildo, Mona Baptiste, Peggy Brown, Anita Lindblom, Angelina Monti, Ulla Nielsen, Fred Bertelmann, Peter Hinnen, Jørgen und Grethe Ingmann, Prärie-Sänger |
| 28.09.1962                             | 09               | Chris Howland   | Susie Becker, Monica Frank, Michael Holm, Gitte Hænning, Gitta Lind, Bill Ramsey, Ingrid van Bergen |
| 09.11.1962                             |                  | Chris Howland   | Gus Backus, Inge Brandenburg, Friedel Hensch und die Cyprys, Willy Hagara, Paul Kuhn, Inger Lind, Billy Sanders, Nina Westen |
| 21.12.1962                             | 10               | Chris Howland   | Lale Andersen, Vivi Bach, Gerhard Wendland, Sven Martin, Margot Eskens, Grit van Hoog |
| 23.01.1963                             | 11               | Chris Howland   | Lys Assia, Violetta Ferrari, Rita Paul, Bianca, Billy Mo |
| 18.02.1963                             | 12               | Chris Howland   | Knut Kiesewetter - Goodnight, Irene / Angelina Monti / Einsam am Kai der Seine / Helga Reichel-Duo - Ein Jäger auf der Pirsch / Rex Gildo - Maddalena / Geschwister Leismann - Goucho Mexicano / Chris Howland - Die Mutter ist immer dabei / Elke Sommer - Pardon, mein Freund / Kenneth Spencer - Alles Glück auf dieser Erde / Monika Grimm - Si Senor / -- Plattentip: Tahiti Tamoures - Wini Wini |
| 22.03.1963                             |                  | Chris Howland   | Jacqueline Boyer, Yvonne Carré, Alberto Cortez, Margot Eskens, Nana Gualdi, Akki Hamann, Siw Malmkvist, Mariona, Die Missouris |
| 27.05.1963                             | 13               | Chris Howland   | Carmela Corren – Vielleicht geschieht ein Wunder / Roberto Blanco – Twistin’ mit Monika / Vivi Bach – Das süße Leben / Vivi Bach & Gerhard Wendland – Hey Vivi, Hey Gerhard (Hey Paula) / Gerhard Wendland – Heut’ bleiben wir zu Haus / Jacqueline Boyer – Mitsou / Blue Diamonds – Sukiyaki / Hildegard Knef – Es war beim Bal paré / Willy Hagara – Sie war so wunderbar / Milva – Im Boot der Liebe / Peter Hinnen – Siebentausend Rinder / Anita Lindblom – Dankeschön Es tanzt das Hamburger Fernsehballett – Choreografie: Anni Peterka |
| 22.07.1963                             | 14               | Chris Howland   | |
| 26.08.1963                             | 15               | Chris Howland   | Caterina Valente |
| 07.10.1963                             | 16               | Chris Howland   | Hans Clarin – 77 Little Girls / Thomas Fritsch, Lale Andersen – Blue Pacific Blues / Jacqueline Boyer, Dorthe Kollo – Deiner Nase seh' ich's an / Manuela, Hanne Wieder, Ralf Bendix, Bert Berger, Paul Kuhn, Gunnar Wiklund, Geschwister Leismann – Im kleinen Dorf am Rio Grande – Chris Howland – Lilo, die tätowierte Dame |
| 18.11.1963                             | 17               | Chris Howland   | |
| 23.12.1963 (verschoben vom 16.12.1963) | 18               | Chris Howland   | Gus Backus – Rote Lippen soll man küssen (Lucky Lips) / Susie Ball – Wunderschön ist so ein Rendezvous / Alberto Cortez – Die Sterne von Montana / Drafi Deutscher – Grün, grün ist Tennessee (Green, Green) / Sacha Distel – Der Platz neben mir / Kurt Großkurth – Knallbonbon (Duett mit Chris Howland) / Ann-Louise Hanson – Alles Gute wünsch’ ich dir / Ted Hobbs – Meine Freundin Annie (Little Eeefin Annie) / Gitte Hænning – Nur ein bisschen Glück / Gitta Lind – Rosen und Flieder Es tanzt das Hamburger Fernsehballett – Choreografie: Anni Peterka |
| 24.02.1964                             | 19               | Chris Howland   | |
| 27.04.1964                             | 20               | Chris Howland   | |
| 25.05.1964                             | 21               | Chris Howland   | |
| 06.07.1964                             | 22               | Chris Howland   | Peggy March, Jacqueline Boyer, Heidi Brühl, Nana Mouskouri, Fredy Brock, Gerhard Wendland, Bernd Spier, Jan & Kjeld |
| 24.08.1964                             | 23               | Chris Howland   | Jimmy and the Rackets |
| 28.09.1964                             | 24               | Chris Howland   | |
| 23.11.1964                             | 25               | Chris Howland   | Heidi Brühl, Vico Torriani, Gigliola Cinquetti, Die Cousins, Françoise Hardy |
| 21.12.1964                             | 26               | Chris Howland   | Lale Andersen, Roy Black, Manuela, Manfred Schnelldorfer, Ralf Bendix |
| 22.02.1965                             | 27               | Chris Howland   | |
| 05.04.1965                             | 28               | Chris Howland   | Bernd Spier – Das war mein schönster Tanz / Trude Herr – Nein, ich lass mich nicht fotografieren / Petula Clark – Downtown / Dorthe Kollo – Lass doch die alten Geschichten / Helen Shapiro – Sag daß es schön ist / Bobby Solo – Ich bin verliebt in dich, Christina / Gus Backus – Hinter uns’rem Haus / The Lords – Hey Baby, laß’ den Andern / The Supremes – Thank You Darling Es tanzt das Hamburger Fernsehballett – Choreografie: Anni Peterka |
| 10.05.1965                             | 29               | Chris Howland   | Caterina Valente / Silvio Francesco / Gitte / Lolita / Elke Sommer / Wilma Goich / Gregor Cornely / Bill Ramsey |
| 14.06.1965                             | 30               | Chris Howland   | |
| 12.07.1965                             | 31               | Chris Howland   | Vivi Bach, Heidi Brühl, Hazy Osterwald-Sextett, Die Peanuts, Gilbert Bécaud |
| 30.08.1965                             | 32 IFA Stuttgart | Chris Howland   | Billy Mo, Jean-Claude Pascal, Freddy Quinn |
| 18.10.1965                             | 33               | Chris Howland   | Françoise Hardy - Frag Den Abendwind, Udo Jürgens, Roy Black, Wanda Jackson, Greetje Kauffeld, Sacha Distel, Sven Jenssen, Paul Kuhn, Renate und Werner Leismann, Hamburger Fernseh-Ballett |
| 15.11.1965                             | 34               | Chris Howland   | |
| 20.12.1965                             |                  | Chris Howland   | Gus Backus, Drafi Deutscher, Silvio Francesco, Siw Malmkvist, Nana Mouskouri, Vico Torriani |
| 14.02.1966                             | 35               | Chris Howland   | Petula Clark – Kann ich dir vertrauen? / Alma Cogan – So fängt es immer an / Cornelia Froboess – Tausend und noch ein paar Träume… / Peter Hinnen – Und wenn sie mit Steinen werfen / Honey-Beats – Frag nicht soviel! / Chris Howland – Superkalifragelistischexpialegorisch / Dorthe Kollo – Heut’ hab’ ich mein Herz verloren / Medium-Terzett – England Swings / Billy Mo – Ich will einen Hering Es tanzt das Hamburger Fernsehballett – Choreografie: Anni Peterka |
| 25.04.1966                             | 36               | Chris Howland   | Chris Andrews, Gus Backus, Heidi Brühl, Hans-Jürgen Bäumler, Suzanne Doucet, Eileen, Hans Hass jr., Jacob Sisters, Greetje Kauffeld, Botho-Lucas-Chor, Michael Maien |
| 13.06.1966                             | 37               | Chris Howland   | Lale Andersen, Drafi Deutscher, Dorados, Gitte Hænning, Manuela, Nina & Frederik, Nancy Sinatra, Mal Sondock |
| 09.08.1966                             | 38               | Chris Howland   | Bill Ramsey, Jan & Kjeld, Bibi Johns, Peter & Gordon |
| 05.09.1966                             | 39               | Chris Howland   | Peter Beil, Petula Clark, Lill Lindfors – Es könnte Liebe sein, Esther & Abi Ofarim – Sing Hallelujah (gekürzt), Die Wahrheit (Die Fahrt ins Heu), Canario (gekürzt), Trude Herr – Das Kind Nummer 10, Rex Gildo |
| 24.10.1966                             | 40               | Chris Howland   | Ralf Bendix, Alma Cogan, Cora und Carin, Friedel Hensch, Jacob Sisters, Paul Kuhn, Medium-Terzett, New Orleans Hot Dogs, Bill Ramsey, Sandie Shaw, Henry Vahl |
| 21.11.1966                             | 41               | Chris Howland   | |
| 19.12.1966                             | 42               | Chris Howland   | Corry Brokken, Jean-Claude Pascal, Die City Preachers, Don Paulin, Heidi Brühl, Vicky Leandros, Roy Black, Graham Bonney, Mak Les Soers, Dave Dee, Dozy, Beaky, Mick & Tich |
| 16.01.1967                             | 43               | Chris Howland   | |
| 13.02.1967                             | 44               | Chris Howland   | Udo Jürgens, George Nader |
| 10.04.1967                             |                  | Chris Howland   | Peter Beil, Petula Clark, Carmen Corren, Rex Gildo, Manuela, Billy Mo, Nana Mouskouri, Gerhard Wendland, Es tanzt das Hamburger Fernsehballett – Choreografie: Anni Peterka |
| 29.05.1967                             | 45               | Chris Howland   | Cornelia Froboess – Schreib es in den Sand / Roy Black – Sag du zu mir / Gitte Hænning – Wie deine Mutter ist / Michael Maien – Wirf den Schlüssel aus dem Fenster / Chris Howland – Was ein Mann von den Frau’n alles lernen kann / France Gall – Die schönste Musik, die es gibt / Ralf Bendix – Aber du in deinem Himmelbett / Freddy Quinn – Morgen beginnt die Welt Es tanzt das Hamburger Fernsehballett – Choreografie: Anni Peterka |
| 17.07.1967                             | 46               | Chris Howland   | Elisa Gabbai, Peter Haupt, Michael Holm, Udo Jürgens, Renate Kern, The Peanuts, Mary Roos, Mak Les Soeurs – Sunshine Es tanzt das Hamburger Fernsehballett – Choreografie: Anni Peterka |
| 22.08.1967                             | 47               | Chris Howland   | |
| 11.09.1967                             |                  | Chris Howland   | Gus Backus, Graham Bonney, Rob de Neys, Rex Gildo, Robert Hoffmann, Jacob Sisters, Manuela, Billy Mo, Abi Ofarim, Esther Ofarim, Bill Ramsey, Siw Malmkvist |
| 16.10.1967                             | 48               | Chris Howland   | Ralf Bendix |
| 27.11.1967                             | 49               | Chris Howland   | Peter Orloff – Es ist nie zu spär / Bob Fuller – Titelmelodie aus: Am Fuß der blauen Berge / Heidi Brühl, Sandra und Sharon, Sandie Shaw, Peter Alexander, George Nader, Cliff Richard, Golden-Gate-Quartett, Petula Clark musste wegen Krankheit absagen Es tanzt das Hamburger Fernsehballett – Choreografie: Anni Peterka |
| 18.12.1967                             |                  | Chris Howland   | France Gall, Rex Gildo, The Lords, Helga und Klaus, Liliane, Michael Maien, Kinderchor des NDR, Jean-Claude Pascal, Ronny, Mary Roos, Les Shalom Es tanzt das Hamburger Fernsehballett – Choreografie: Anni Peterka |
| 22.01.1968                             | 50               | Chris Howland   | Hot Dogs – Moritat vom Hintertupferbene / Cornely Singers – Immer mit der Liebe und Musik / Billy Mo – Mein Doktor ist krank / Friedel Hensch und die Cyprys – Ansonsten Herr Lutter / Peter Hinnen & Su – Sieben Tage / Medium-Terzett – Unser Freund Henry / Bill Ramsey – Body Building Bill aus Boston / Illo Schieder – Spaß muß sein / Andy Fischer – German-Bier-Trinking-Song / Ralf Bendix, Lolita, Rex Gildo, Manuela, Peter Beil, Vicky Leandros, Gus Backus, Dorthe Kollo, New Orleans Hot Dogs – Finale-Song zur 50. Studio B Sendung Es tanzt das Hamburger Fernsehballett – Choreografie: Anni Peterka |
| 19.02.1968                             | 51               | Chris Howland   | Alexandra – Zigeunerjunge / Caterina Valente, Udo Jürgens, Gus Backus, Peter Beil, Graham Bonney, Dorthe, Tonia, Nina und Frederik, Bee Gees Es tanzt das Hamburger Fernsehballett – Choreografie: Anni Peterka |
| 01.04.1968                             |                  | Chris Howland   | Jacqueline Boyer, Howard Carpendale, Gigliola Cinquetti, Berti Glockner, Gitte Haenning, Renate Kern – Eine schlaflose Nacht, Nina Lizell, Michel Mallory, Marion, The Shepherds, Ralph Siegel, Andy Star |
| 20.05.1968                             | 52               | Chris Howland   | Chris Howland / Suzanne Doucet / Kirsti / Siw Malmkvist / Vicky & Costa Cordalis – Pera stus pera cambas / Norman Ascot / Heino / Sven Jenssen / Peter Kraus / Josef Laufer – Opening, Quo Vadis / Alain Stefan / Jack White / Hamburger Fernsehballett – La Banda |
| 11.06.1968                             | 53               | Chris Howland   | Alexandra – Sehnsucht / Graham Bonney / Lisbeth List – Fremder Mann / Angelina Monti – Leben / Vic Dana – Wonderful World / Thomas Fritsch – Sei mal treu / Willy Hagara / Vice Vucov / Mary Roos / Wonderland |
| 15.07.1968                             | 54               | Chris Howland   | Peggy March – Das ist Musik für mich / Medium-Terzett – Schätzchen / Mary Roos – Die Welt der Liebe / Peter Rubin – Hätt ich einmal nur Zeit / Rita Pavone – Arrivederci Hans, Da sag ich nicht nein / Tonia / Renate & Werner Leismann / Roy Black / Michael Schanze Es tanzt das Hamburger Fernsehballett – Choreografie: Anni Peterka |
| 30.09.1968                             | 55               | Chris Howland   | Heidi Brühl – La Bambola / Costa Cordalis – Der Vorhang geht auf; Morgen wird alles vorbei sein / Daniela – Die Welt ist leer, die Welt ist grau / Elisa Gabbai – Tam Tam Tambourin / Rex Gildo – Wer das verbietet; Mony Mony / Uschi Glas – Cover Girl / Karel Gott – Delilah; Warum müssen Jahre vergehen / Manfred Mann – My Name is Jack / Gerhard Wendland / NDR-Tanzorchester – Das verflixte siebte Jahr; Harlekin / Plattenvorschläge für die nächste Sendung: Art Paul / Victor / Curd Borkmann Es tanzt das Hamburger Fernsehballett – Choreografie: Anni Peterka |
| 13.01.1969                             | 56               | Chris Howland   | Alexandra – Illusionen / Josef Laufer – My Name is Joe / Dorthe – Jeder Schotte / Thomas Fritsch – 21 wird die Susann / Wilma – Heintje, baue ein Schloß für mich / Wilma und Chris Howland – Jux-Duett / Antoine – Hallo Bonjour Salut / France Gall – Merci, Herr Marquis / Vicky Leandros – Karussell D’amour / Preisfrage: 5 Mädchen – 1 Song – Those Were the Days Es tanzt das Hamburger Fernsehballett – Choreografie: Anni Peterka |
| 10.02.1969                             | 57               | Chris Howland   | Peter Alexander, Roy Black, Graham Bonney, France Gall, Horst Jankowski, Udo Jürgens, Dorthe Kollo, Josef Laufer, Peggy March, Wencke Myhre, Esther & Abi Ofarim, Rita Pavone |
| 23.06.1969                             | 58               | Chris Howland   | |
| 26.08.1969                             | 59               | Chris Howland   | |
| 02.09.1969                             | 60 IFA Stuttgart | Peter Fröhlich  | Josef Laufer & The Majestics – 99 Stufen / Studio B-Minischlagershow mit Mary Roos und Graham Bonney – Genauso wie im Film – Keine Küsse und keine Tomaten – Er war glücklich mit ihr – Und dann tanz ich mit Dir – Das hat die Welt noch nicht geseh’n – Hey Little Lady / Patty Pravo – Das Paradies auf dieser Welt / Dorthe Kollo – Ein ganz Schlauer war Herr Schopenhauer / Rex Gildo – Das große Spiel / Peggy March – Ein Zigeuner ohne Geige / Heintje – Liebe Sonne lach doch wieder – Scheiden tut so weh / Roy Black – Das Mädchen Carina – Dein schönstes Geschenk – Ich bin so gern bei Dir / Udo Jürgens – Anuschka – He’s got the whole world in his hands – Joshua fought the battle of Jericho Es tanzt das Hamburger Fernsehballett – Choreografie: Anni Peterka |
| 13.10.1969                             | 61               | Peter Fröhlich  | Blue Diamonds, Thomas Fritsch, France Gall, Karel Gott, Manuela, Dunja Rajter, Ricky Shayne |
| 08.12.1969                             | 62               | Peter Fröhlich  | Adamo, Edina Pop |
| 09.03.1970                             | 63               | Peter Fröhlich  | Christian Anders, Antoine, Graham Bonney, Gigliola Cinquetti, Gitte Hænning, Josef Laufer, Manuela, Mireille Mathieu, The Soulful Dynamics, Tonia, Peter Fröhlich |
| 27.04.1970                             | 64               | Peter Fröhlich  | Roy Black, Roberto Blanco, Howard Carpendale, Dana, Katja Ebstein, Rex Gildo, Dieter Thomas Heck, Renate Kern, Edina Pop |
| 18.10.1971                             | 65               | Henning Venske  | Ricky Shayne – Mamy Blue / Peggy March – Lieben ist schöner als Träumen / Séverine – Kann sein / Manuela – Prost Onkel Albert / Roy Black & Anita – Schön ist es auf der Welt zu sein / Vicky Leandros – Nur bei Dir / Joe Dassin – Un cadeau de papa – Das sind zwei linke Schuh’ Es tanzt das Hamburger Fernsehballett – Choreografie: Anni Peterka |
| 13.12.1971                             | 66               | Henning Venske  | Betty Dorsey – Schaba-daba-deu / Katja Ebstein – Nur beim Abschied nicht weinen / Udo Jürgens – Es war einmal ein Luftballon und Ich glaube an die Liebe / Mireille Mathieu – Donne ton Coeur / Reinhard Mey – Ich bin aus jenem Holze geschnitzt Sandra & Andres – Es gibt noch eine Liebe / Helena Vondráčková – kurzfristig abgesagt Es tanzt das Hamburger Fernsehballett – Choreografie: Anni Peterka |
| 28.02.1972                             | 67               | Henning Venske  | Dieter Thomas Heck – Jeder hat das gleiche Ziel / Love Generation – Something To Believe In / Roberto Blanco – Pappi, lauf doch nicht so schnell / Helena Vondráčková – Non c'est rien / Joana – Solange man lebt / Chris Roberts – Hab Sonne im Herzen / Honey Cone – One Monkey Don’t Stop No Show / Tony Christie – (Is This The Way To) Amarillo / Daliah Lavi – Ich glaub’ an die Liebe Es tanzt das Hamburger Fernsehballett – Choreografie: Anni Peterka |
| 17.04.1972                             | 68               | Henning Venske  | Adamo, Nuovi Angeli, Cilla Black, Elfi Graf, Gitte Hænning, Bata Illic, Inga und Wolf, Peter Rubin |
| 19.05.1972                             | 69               | Henning Venske  | Costa Cordalis – Du hast ja Tränen in den Augen / Udo Jürgens – Vergiss die Liebe nicht / Knut Kiesewetter – Fahr’ mit mir den Fluss hinunter / Mac and Katie Kissoon – Sing Along / Siw Malmkvist – Zwei Augen / Edina Pop – Dingo Dingo / Frank Schöbel – Wie ein Stern (in einer Sommernacht) / Uwe Borns-Singers – Musik ist unsere Welt / Lena Valaitis – Und da steht es geschrieben Es tanzt das Hamburger Fernsehballett – Choreografie: Anni Peterka |
| 19.06.1972                             | 70               | Henning Venske  | |
| 21.08.1972                             | 71               | Henning Venske  | -- In „HÖRZU“ Heft 34/1972 (19. – 25.08.1972) nicht verzeichnet ?? |
| 09.10.1972                             | 72               | Henning Venske  | Aviv – Chirlbim Chirlbom / Debbie, Katja Ebstein, Joe Dassin, Heino, Randy Thompson, Mac and Katie Kissoon Es tanzt das Hamburger Fernsehballett – Choreografie: Heinz Schmiedel und Maria Litto |
| 04.12.1972                             | 73               | Henning Venske  | Anne-Karin, Alexandra Friedmann, Milva, Cindy & Bert, Michael Schanze |
| 12.02.1973                             | 74               | Henning Venske  | Caterina Valente – Daniel und der Löwe / Cindy & Bert – Immer wieder Sonntags / Pop Tops – My Little woman / Peggy March – Das sind die Träume, die man so träumt / Christian Anders – In den Augen der anderen / Esther Ofarim – El Condor Pasa Es tanzt das Hamburger Fernsehballett – Choreografie: Heinz Schmiedel und Maria Litto |
| 19.03.1973                             | 75               | Henning Venske  | Jonny Hill – Soweit die Füße tragen / Marion Maerz – Nimm mich zu dir / Johnny Nash – I can see clearly now / Mary Roos – Fremdes Mädchen / Ireen Sheer – Goodbye Mama / Ulli Martin – Ich liebe dich Es tanzt das Hamburger Fernsehballett – Choreografie: Heinz Schmiedel und Maria Litto |
| 07.05.1973                             | 76               | Henning Venske  | Big Secret, Nipso Brantner and the Hot Club Munich, Anne-Marie David – Tu te reconnaitras / Joy Fleming, Hot Club Munich, Vicky Leandros, Petra Pascal – Ich bin eine Frau / Jerry Rix, Peter Skellern – You're a lady Es tanzt das Hamburger Fernsehballett – Choreografie: Heinz Schmiedel und Maria Litto |
| 18.06.1973                             |                  | Henning Venske  | Peter Rubin |
| 10.09.1973                             | 77               | Henning Venske  | Henner Hoier – Ich hör Musik / Mandi Wilson & Canticle – Ray of Sunshine / Bernadette Offenbach – Du, da träum' ich lang schon davon / Julio Iglesias – Und das Meer singt sein Lied / Heidi Brühl – Da war meine Liebe schon vorbei / Dunja Rajter – Viva viva, Fiesta / Jürgen Marcus – Im Land, das gestern heißt / Egon Balder – Isolde Es tanzt das Hamburger Fernsehballett – Choreografie: Heinz Schmiedel und Maria Litto |
| 05.11.1973                             | 78               | Henning Venske  | Albert West – Küsse im Mondschein / Maria Prado – Palo Bonito / Trems – Make it, break it / Eva-Maria – Pan / Alisa Gabbai – Siehst du nicht, hörst du nicht / Heino – Edelweiß / Adamo – Crazy Lou / Daniel Boone – Skydiver / Andrea Mathony – Nur ein Tag Es tanzt das Hamburger Fernsehballett – Choreografie: Heinz Schmiedel und Maria Litto |
| 17.12.1973                             |                  | Henning Venske  | Cindy & Bert, Danyel Gérard, Bata Illic, Peter Joost, Su Kramer, Daliah Lavi, Monica Morell, Singers Unlimited Es tanzt das Hamburger Fernsehballett |
| 14.01.1974                             | 79               | Henning Venske  | |
| 18.02.1974                             | 80               | Henning Venske  | Chi Coltrane – Who ever told you / Peter Kraus – Sie war eine Lady / The Les Humphries Singers – Kansas City / Katja Ebstein – Ein Indiojunge aus Peru / Udo Jürgens – Das Lied, das nie zu Ende geht / Joana – Es gibt unglaublich männliche Männer / Gilbert Bécaud – Ein bisschen Glück und Zärtlichkeit Es tanzt das Hamburger Fernsehballett – Choreografie: Heinz Schmiedel und Maria Litto |
| 25.03.1974                             | 81               | Henning Venske  | Roberto Blanco – In El Paso / Marianne Mendt – Die Wahrheit hat nur ein Gesicht / Emilio José – Soledad / Gigliola Cinquetti – Auf der Straße der Sonne / Udo Lindenberg – Candy Jane / Mireille Mathieu – La Paloma – Wenn es Liebe will / Cliff Richard – Take me High Es tanzt das Hamburger Fernsehballett – Choreografie: Heinz Schmiedel und Maria Litto |
| 10.06.1974                             | 82               | Henning Venske  | Dunja Rajter – Listen To The Music (Deutsche Originalaufnahme) / ABBA – Waterloo (Deutsche Originalaufnahme) / Wilma Reading – I Like Comes Shining Through / Georges Moustaki – Sans La Nommer / Peter Beil – Seniorina, wenn die Nacht beginnt / The Three Degrees – Year Of Decision / Reinhard Mey – Über den Wolken / Erika Pluhar – Wenn ich mir was wünschen dürfte Es tanzt das Hamburger Fernsehballett – Choreografie: Heinz Schmiedel und Maria Litto |
| 22.07.1974                             | 83               | Henning Venske  | Freddy Breck – Auf einmal ist alles so einfach / Marcella Bella – Nessuno mei / Gottfried Böttger & Die Rentnerband – Der Clou (The Entertainer) / Suzanne Doucet – Wo sind all die schönen Jahre (nur geblieben) / Jerry Rix – Lass mich bei dir sein am morgen (Let Me Be There) / The Cats – If You’re Conna Tangle (In A Love Triangle) / Dorthe Kollo – Wie ein Blatt im Buch der Zeit / Julio Iglesias – Mi Amor Es Mas Joven Que Yo Es tanzt das Hamburger Fernsehballett – Choreografie: Heinz Schmiedel und Maria Litto |
| 23.09.1974                             | 84               | Henning Venske  | Peggy March – Geh’ nach Haus und üb’ erst mal / Inga und Wolf – Winfried, der Räuber / Marion Braché – Noch einen Bossa Nova / Brian Ferry – Smoke Gets In Your Eyes / Mary Roos – Hamburg im Regen / The Hollies – Son Of A Rotten Gambler / Dalida – Er war gerade achtzehn Jahr / Salvatore Adamo – Diese Welt ist ein Jahrmarkt Es tanzt das Hamburger Fernsehballett – Choreografie: Heinz Schmiedel und Maria Litto |
| 11.11.1974                             | 85               | Henning Venske  | Gitte Hænning – So schön kann doch kein Mann sein / Olsen Brothers – Early One Morning / Ireen Sheer – Gespenster / Howard Carpendale – Du fängst den Wind niemals ein / Nick MacKenzie – Der Apfel fällt nicht weit vom Stamm / Lisa Fitz – Michel komm zu mir / Meyer’s Dampfkapelle (mit Hans Scheibner) – Ich mag so gern am Fließband steh’n / Lobo – Rings / Su Kramer – Domino Es tanzt das Hamburger Fernsehballett – Choreografie: Heinz Schmiedel und Maria Litto |
| 23.12.1974                             | 86               | Henning Venske  | Charles Aznavour – She / Georgie Fame – We were always sweethearts / Albert Hammond – Everything I want to do / Udo Jürgens – Ein ehrenwertes Haus / Truck Stop – Square Dance / Lena Valaitis – Ich schwebe über den Wolken / Olga Garcia – Doch er sagt nein (Bitte komm nach Schwabing) / Peter, Sue & Marc – Irgendwo, Irgendwann / Joe Dassin – Keiner singt gern allein Es tanzt das Hamburger Fernsehballett – Choreografie: Heinz Schmiedel und Maria Litto |
| 17.02.1975                             | 87               | Lisa Fitz       | George McCrae – I can’t leave you alone / Marion – El Bimbo / Waterloo & Robinson – Hollywood (englisch-deutsche Version) / Eva-Maria – Das alles nennt man Liebe / Konstantin Wecker – Spinnen sitzen gerne in der Badewanne / Demis Roussos – Schön wie Mona Lisa / Hot Dogs – Denn ich will immer nur dein Glück (Bayerischer Bier-Jazz) / Gigliola Cinquetti – Man spricht nicht von Liebe / Malcolm Roberts – Be My Love Es tanzt das Hamburger Fernsehballett – Choreografie: Heinz Schmiedel und Maria Litto |
| 28.04.1975                             | 88               | Wolfgang Klein  | Shuki & Aviva – Du und ich und zwei Träume / Peter Horton – Das Lachen lebt hinter den Fassaden / Jasmine Bonnin – Straßen unserer Stadt (Streets of London) / Tony Christie – Happy Birthday / Dunja Rajter – Nur nicht aus Liebe weinen / Marius Müller-Westernhagen – Ja, wir waren noch Kinder / Gilla & Seventy Five Music – Willst du mit mir schlafen geh’n? / Gilbert Bécaud – Lebewohl (Adieu mein Freund) / Daliah Lavi – Sag, wenn du geh'n willst / Helen Reddy – Angie Baby Es tanzt das Hamburger Fernsehballett – Choreografie: Heinz Schmiedel und Maria Litto |
| 23.06.1975                             | 89               | France Brifaut  | Michel Delpech – Ich denk’ an Dich (Les Divorces) / The Three Degrees – Take Good Care Of Yourself / Rex Gildo – Schließ die Augen, wenn Du Glücklich bist / Betty Mars – L’accordéoniste / Ulrich Roski – Man kommt ja viel rum / Robert Frank – Glück muß man haben / Katja Ebstein – Eine Straße, ein paar Freunde / The Old Merry Tale Jazz Band & Elke Henderson – I can't dance / Nana Mouskouri – Adios (Deine Träume werden mich begleiten) Es tanzt das Hamburger Fernsehballett – Choreografie: Heinz Schmiedel und Maria Litto |
| 18.08.1975                             | 90               | Max Schautzer   | Roberto Blanco – Manolitos Meisterstück / Joey Dyser – Ich kann dies alles nicht verstehen, mein Gott was ist denn bloß gescheh’n (100 Years) / Gruppe Santiago – Last Time / Lars Berghagen – Caballero / Willy Michl – Ich möcht’ so gern wie a Wildpferd’l sei (Bayerischer Gitarren-Blues) / Marion & Antony – Du gehst fort (Tu t’en vas) / Tanja Berg – Hey Baby, kannst du’s nicht lassen (Walk On The Wild Side) / Michael Schanze – Hell wie ein Diamant / Julie Felix – Finally Getting to Know One Another Es tanzt das Hamburger Fernsehballett – Choreografie: Heinz Schmiedel und Maria Litto |
| 29.09.1975                             | 91               | Hanni Vanhaiden | Leo Sayer – Moonlighting / Vicky Leandros – Ja, ja der Peter der ist schlau / Sacha Distel – Was man liebt, hält man fest / Olivia Molina – In Estrella de la madrugada / Georg Danzer – Heute Nacht war ich James Dean / Raffaella Carrà – Male / Die Rentnerband – Hallo, Hallo, wie geht’s denn Dir / Caterina Valente – Carçon Es tanzt das Hamburger Fernsehballett – Choreografie: Heinz Schmiedel und Maria Litto |
| 24.11.1975                             | 92               | Ulf Posé        | Peter Maffay – Josie / Joy Fleming – Für Dich will ich durchs Feuer geh’n / Albert Hammond – Love Isn’t Love Till You Give It Away / Margot Werner – Mein Leben ist wie ein Tanz / Drupi – Due / Curd Jürgens – 60 Jahre, und kein bisschen Weise / La Costa – Nuestra Noche (Dolannes Melodie) / Paola – Rendezvous um vier / Al Martino – Nel blu dipinto di blu Es tanzt das Hamburger Fernsehballett – Choreografie: Heinz Schmiedel und Maria Litto |
| 19.01.1976                             | 93               | Mary Roos       | Gunter Gabriel – Worte, die ich leider nie gesagt / Cindy & Bert – Sonne für Dich, Sonne für mich / Serge Lama – Ich bin verloren / Etta Cameron – I’m a Woman / Cliff Richard – Honky Tonk Angel / Mariska Veres – Mach mich Frei / George Baker Selection – Morning Sky / Peggy March – Du, mach mich nicht an / Rudi Carrell & Cornelius op ten Zieken (Klavier) – Ich liebe Dich Es tanzt das Hamburger Fernsehballett – Choreografie: Heinz Schmiedel und Maria Litto |
| 15.03.1976                             | 94               | Reiner Schöne   | Su Kramer – Hier ist das Leben / Teach In – Get On Board / Gigliola Cinquetti – Aufwiederseh’n Amore / Nico Haak – Schmidtchen Schleicher (Foxi-Foxtrott) / Hamburger Fernsehballett – Erst beim Tango werd’ ich richtig munter / Knut Kiesewetter – Vom Traum ein großer Mann zu sein / Rainer Schöne, Gitte Hænning und Knut Kiesewetter – Don't Leave Me No More (Live-Blues-Performance) / Gitte Hænning – Lass mich heute nicht allein / Inga Rumpf & Atlantis – Second-Hand-Mädchen / Michael Holm – Lady Love Es tanzt das Hamburger Fernsehballett – Choreografie: Heinz Schmiedel und Maria Litto |
| 10.05.1976                             | 95               | Katja Ebstein   | Marianne Rosenberg – Lieder der Nacht / Roger Whittaker – River Lady / Eva Steen – Der gleiche Zug / Eddie Constantine – Number One Hitparade / Costa Cordalis – Die Blumen der Nacht / Claudja Barry – Nobody Love Me Like You Do / Schulzke’s Skandal Trupp – Der Offenbarungseid / Mary Christy – Die Musik und ich (Lieder begleiten mich durch's Leben) / Gilbert Bécaud – Der letzte Mensch Es tanzt das Hamburger Fernsehballett – Choreografie: Heinz Schmiedel und Maria Litto |
| 26.07.1976                             | 96               | Peter Horton    | |
| 20.09.1976                             | 97               | Lena Valaitis   | Elke Best – Die Babies krieg immer noch ich / Love Generation – Beach Party / Lill Babs – Willkommen auf Erden / Rainer Schöne – Du bist einfach ein Mädchen / Tony Marshall – Allein / Penny McLean – Devil Eyes / Inga und Wolf – Lass das Haar mal in der Suppe / Michel Sardou – Le France / Daliah Lavi – Worte wie Pfeile Es tanzt das Hamburger Fernsehballett – Choreografie: Heinz Schmiedel und Maria Litto |

Im Archiv des Norddeutschen Rundfunks (NDR) in Hamburg sind, laut Auskunft des dortigen Archivservice (Informationsstand 2014), nur noch 19 der ursprünglich insgesamt 97 produzierten Folgen der Sendereihe „Musik aus Studio B“ überliefert. Es handelt sich dabei um die Mitschnitte der Folgen 50, 60, 65, 80 bis 85, 87 bis 95 und 97. Das MAZ-Material von Folge 86 ist im Archiv ebenfalls noch vorhanden. Es weist aber durchgehend gravierende Bild- und Tonmängel auf, so dass es leider nicht mehr sendefähig ist oder umkopiert werden kann.